# Frenkendorf
Frenkendorf (toponimo tedesco) è un comune svizzero di 6 507 abitanti del Canton Basilea Campagna, nel distretto di Liestal.

## Storia
Nel 1833 si combatté nei pressi di Frenkendorf la battaglia di Hülftenschanz, che portò all'indipendenza del canton Basilea Campagna.

## Monumenti e luoghi d'interesse

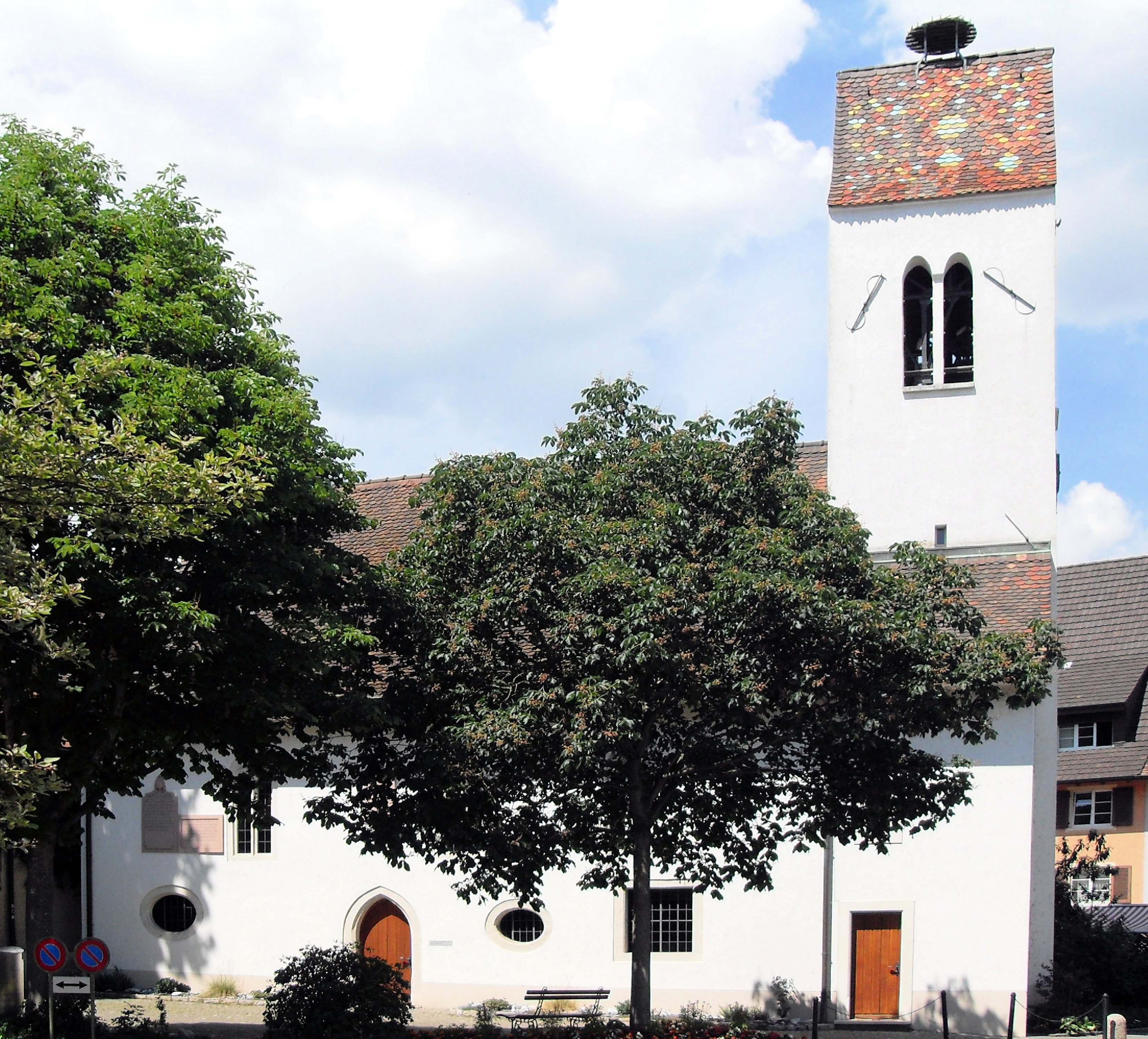
La chiesa riformata

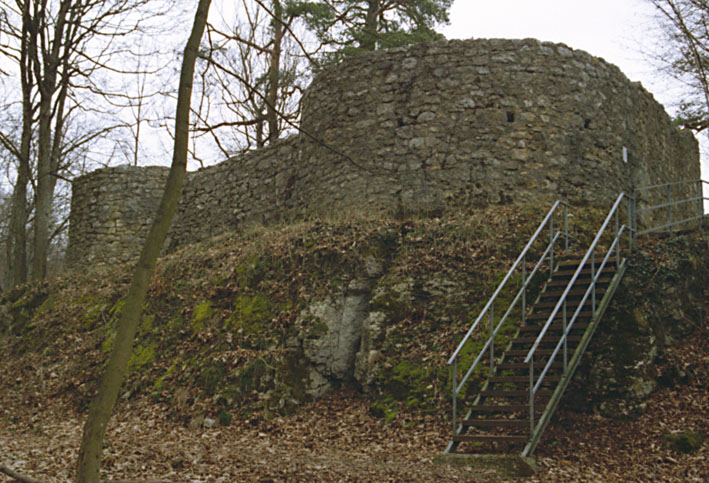
Rovine del castello di Alt-Schauenburg

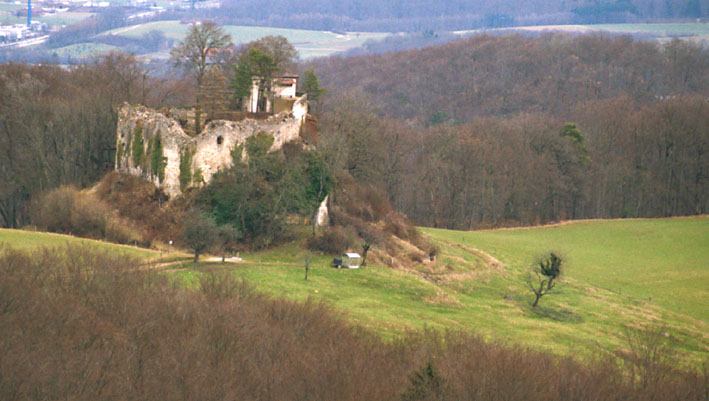
Rovine del castello di Neu-Schauenburg

- Chiesa riformata (già di Santa Margherita), eretta nel XII-XIII secolo e ricostruita nel 1616, nel 1686 e nel 1721[1];
- Rovine del castello di Alt-Schauenburg, attestato dal 1275[1];
- Rovine del castello di Neu-Schauenburg, eretto nel XIII secolo e ricostruito dopo il 1356[1].

## Società

### Evoluzione demografica
L'evoluzione demografica è riportata nella seguente tabella:
Abitanti censiti

## Infrastrutture e trasporti

La stazione di Frenkendorf-Füllinsdorf

Frenkendorf è servito dalla stazione di Frenkendorf-Füllinsdorf sulle ferrovie Basilea-Olten e Bözbergbahn.

## Amministrazione
Ogni famiglia originaria del luogo fa parte del cosiddetto comune patriziale e ha la responsabilità della manutenzione di ogni bene ricadente all'interno dei confini del comune.